# 監視：驚駭拼圖
《監視：驚駭拼圖》（英語：Surveillance）是一部2008年由美国导演珍妮佛·林區联合编剧并执导的犯罪恐怖驚悚片，主演有朱莉娅·奥蒙德、比尔·普尔曼、佩尔·詹姆斯（Pell James）、麥可·艾朗賽德和弗倫奇·斯圖爾特。故事背景设定在美国內布拉斯加州的平原上。该片在2008年戛纳电影节以“非竞赛”身份首次亮相，并在午夜时段放映。这是林區的第二部剧情长片，距其首部电影《盒裝美人》已有十五年之久。

## 剧情
一系列暴力死亡事件以及一名年轻女性的失踪，引来了FBI特工哈洛威（比尔·普尔曼 饰）和安德森（朱莉娅·奥蒙德 饰）到內布拉斯加州的一个乡村小镇调查。他们遇到了神秘血案的三名幸存者：年幼的斯蒂芬妮（瑞安·辛普金斯 Ryan Simpkins 饰）、吸毒成瘾的鲍比（佩尔·詹姆斯 Pell James 饰）和满口脏话的警官贝内特（肯特·哈珀 Kent Harper 饰）。哈洛威观察了三人与比林斯警长（麥可·艾朗賽德 饰）及赖特（查理·纽马克 Charlie Newmark 饰）、德格拉索（吉尔·盖尔 Gill Gayle 饰）警官的访谈，幸存者分别讲述了他们到达此地的经过：
警官贝内特和搭档康拉德（弗倫奇·斯圖爾特 饰）为了消遣无聊，藏在视线外偷看经过的车辆，并射击车胎。然后，他们伪装成轮胎因超速爆胎的模样威胁司机。他们对一对年轻情侣实施了这样的恶作剧，但之后将他们放走了。
不久后，斯蒂芬妮与家人旅行途中，看到一辆车（即那对情侣的车）上沾满了血迹，并告诉了粗心大意的母亲（雪莉·歐特麗 饰）。与此同时，鲍比和男友约翰尼（麦克·米勒 Mac Miller 饰）在后方车辆里吸毒。在一个休息站，两名女孩得知有一对杀手对一系列谋杀案负责，并很可能与那名失踪女性有关。斯蒂芬妮的继父史蒂文（休·狄龙 饰）因超速而被贝内特射破了车胎。鲍比和约翰尼正要帮忙时，警官赶到并对他们进行骚扰，让史蒂文把康拉德的枪放进嘴里，并迫使鲍比对约翰尼大喊侮辱的话。事后，斯蒂芬妮告诉警官她早前看到的那辆染血的车。警官们离开去调查。
史蒂文着手换轮胎时，鲍比下车与斯蒂芬妮的家人交谈。与此同时，贝内特和康拉德经过一辆白色面包车，找到了斯蒂芬妮描述的车辆，发现发生过争执的痕迹，于是赶回面包车处。面包车随后撞上了约翰尼的车，导致约翰尼和史蒂文死亡。面包车的驾驶座是一名死者，副驾驶则坐着一名被黑色袋子盖住的活人，鲍比试图营救对方。这时贝内特和康拉德返回现场。在混乱中，康拉德被杀，面包车中戴着橡胶面具的人杀害了斯蒂芬妮的母亲和哥哥，并打晕了贝内特。斯蒂芬妮和鲍比躲进警车。
当前，哈洛威和安德森试图理清事情经过，但在附近的一家汽车旅馆发现了尸体。安德森带着赖特和德格拉索去现场调查，留下哈洛威与鲍比、比林斯、贝内特和斯蒂芬妮。安德森离开后，斯蒂芬妮低声在哈洛威耳边说了些话。哈洛威随后与其他三人谈话，而德格拉索在安德森的车后座发现了安德森和哈洛威的裸照，并震惊地看到他们与一名死者的合影。还没来得及反应，安德森就射杀了赖特和德格拉索，并将尸体丢弃在路边。与此同时，哈洛威揭露自己其实参与了之前的血案，并与安德森是连环杀手。他杀死了比林斯，而当安德森回来后，贝内特和鲍比也被谋杀。
警局的电话录音透露，旅馆中的尸体属于失踪女子及两名真正的FBI特工。安德森和哈洛威开车离开时，看到斯蒂芬妮站在路旁的田野里。哈洛威告诉安德森，这个小女孩一开始就识破了他们的计划，因此他决定放她一马。安德森回应道：“我觉得这是世界上最浪漫的事情。”斯蒂芬妮目送他们的车辆消失在远处。

## 演员
- 朱莉娅·奥蒙德 饰 伊丽莎白·安德森
- 比尔·普尔曼 饰 山姆·哈洛威
- 佩尔·詹姆斯 Pell James 饰 鲍比·普雷斯科特
- 瑞安·辛普金斯 Ryan Simpkins 饰 斯蒂芬妮
- 麥可·艾朗賽德 饰 比林斯警长
- 弗倫奇·斯圖爾特 饰 吉姆·康拉德警官
- 肯特·哈珀 Kent Harper 饰 杰克·贝内特警官
- 麦克·米勒 Mac Miller 饰 约翰尼
- 休·狄龙 饰 父亲
- 雪莉·歐特麗 饰 母亲
- 吉尔·盖尔 Gill Gayle 饰 德格拉索警官

## 制作
影片透过处理不同的胶片种类来呈现各个角色的不同心境和视角：两名当地警官的视角采用棕黄色调，反映他们的权力；吸毒情侣的场景则运用了过饱和的色彩；而年幼女孩的视角则呈现出“超清晰和超锐利”的画面效果。

## 反响

### 影评反馈
总体来说，影片的评价褒贬不一。评论汇总网站“爛番茄”显示本片的好评率为55%，基于76条评论，平均评分为5.19/10。网站的共识评价是：“珍妮佛·林區执导的这部黑暗心理惊悚片，充满暴力、尖锐而令人费解，但并非所有观众都能接受。”在Metacritic上，影片基于12条评论获得了31分（满分100分），表明“整体评价不佳”。

### 荣誉
2008年10月，本片在錫切斯電影節中荣获最高奖项。
影片在纽约市恐怖电影节（New York City Horror Film Festival）上创造了历史：珍妮佛·林區成为首位获得最佳导演奖的女性，而瑞安·辛普金斯（Ryan Simpkins）则成为首位在该节获得最佳女演员奖的儿童演员。